# Черногор
Черногор е село в Североизточна България. То се намира в община Главиница, област Силистра.
Черквата в селото е посветена на един от светците от българските земи - Свети Николай Софийски, на когото са посветени едва два храма в цяла България, в Черногор и в София. Строежът на храма в селото започва през 2001 година. Черквата е осветена на 25-ти октомври 2010 година от Русенския митрополит Неофит. Храмът има невероятна акустика поради вградените в стените му глинени гърнета.